# Parafia Wniebowzięcia Najświętszej Maryi Panny w Jabłonnie Lackiej
Parafia pw. Wniebowzięcia Najświętszej Maryi Panny w Jabłonnie Lackiej – rzymskokatolicka parafia należąca do dekanatu Sokołów Podlaski, diecezji drohiczyńskiej, metropolii białostockiej. 
Parafia została erygowana 2 kwietnia 1470.

## Zasięg parafii

### Miejscowości i ulice
W granicach parafii znajdują się miejscowości:

- Bujały-Mikosze,
- Dzierzby Szlacheckie,
- Dzierzby Włościańskie,
- Jabłonna Lacka,
- Jabłonna Średnia,
- Krzemień-Zagacie,
- Ludwinów,
- Łuzki-Kolonia,
- Morszków,
- Niemirki,
- Stara Jabłonna,
- Tchórznica Szlachecka,
- Tchórznica Włościańska,
- Teofilówka,
- Toczyski Podborne,
- Toczyski Średnie,
- Tończa,
- Wierzbice-Guzy,
- Wieska-Wieś
- Władysławów